# Musée Le Secq des Tournelles
Pour les articles homonymes, voir Église Saint-Laurent.
Le musée Le Secq des Tournelles est un musée de la ferronnerie installé dans une ancienne église désaffectée à Rouen. L'édifice est situé dans le quartier Vieux-Marché - Cathédrale, à proximité immédiate de l'église Saint-Godard et du musée des Beaux-Arts.

## Historique

### Le musée
Il a été fondé en 1920. Il occupe l'ancienne église Saint-Laurent datant des XVe et XVIe siècles. Il contient une collection de ferronnerie léguée par Henri Le Secq des Tournelles (1854-1925) et qui avait été commencée en 1862 par son père Henri Le Secq.
L'ancienne église avait accueilli en ses murs de 1911 à 1920 le musée d'Art normand, qui comptait déjà une partie de la collection des Le Secq des Tournelles.
Le musée est inauguré le 21 mai 1921 par Léon Bérard, ministre de l'Instruction publique, en présence de Lucien Valin, maire de Rouen, et Henri Le Secq des Tournelles. Il dispose d'une collection unique au monde de ferronnerie regroupant éléments d'architecture, enseignes, serrures, heurtoirs, moulin à café, outils, bijoux, objets de couture et de costume.
Il détient le label musée de France.

### L’église Saint-Laurent
La chapelle Saint-Antoine est érigée en église dédiée à saint Laurent en 1024. Elle est alors mentionnée dans les faubourgs de Rouen. Elle est sous le patronage de l’abbaye de Saint-Wandrille.
L'église est incendiée en 1248. Elle est rebâtie de 1440 à 1482, la tour de 1490 à 1501. Le clocher s'écroule en 1520. Reconstruit, il souffre de la tempête de 1638 et de l'ouragan de 1683, qui endommage la flèche. Cette flèche, rétablie en 1703, est démolie en 1810.
La paroisse Saint-Laurent est supprimée en 1791 au bénéfice de la paroisse Saint-Godard limitrophe. L'église Saint-Laurent désaffectée sert alors au club des Jacobins.
Vendue comme bien national le 4 janvier 1803 à un particulier, elle devient hangar et écurie et reste entre les mains de particuliers jusqu'à la fin du XIXe siècle.
En 1891, le propriétaire de l'édifice, le notaire Paul Courcelle, souhaite le détruire pour construire un immeuble d'habitation mais la ville hésite à donner son accord. Le mécène François Depeaux propose de racheter l'église, à condition d'en avoir la jouissance pendant 99 ans, sans doute pour y installer un musée des impressionnistes. Mais la commission des Monuments historiques s'y oppose, entreprend le classement de l'ancienne église (1914) et exproprie le propriétaire. En avril 1892, Jean-Eugène Durand fixe sur pellicule l'état du bâtiment.
En 1893, elle est achetée par la ville de Rouen. L'architecte rouennais Lucien Lefort intervient alors pour y effectuer d'importantes réparations (reprise en sous-œuvre, fenestrages, portes, balustrades) de sorte que le musée, à l'occasion des fêtes du millénaire normand en 1911, y accueille une exposition d'art normand et d'archéologie.

### Protection
L'ancienne église Saint-Laurent fait l'objet d'un classement au titre des monuments historiques depuis 1914.